# 佐井村立佐井小学校
佐井村立佐井小学校（さいそんりつ さいしょうがっこう）は、青森県下北郡佐井村大字佐井にある公立小学校。

## 概要
- 本校は、佐井村中心部にあり、おおむね村中心部を学区としている。

## 沿革
- 1877年（明治10年）3月 - 大間小学校佐井分校が独立し、佐井小学校として設立。
- 1883年（明治16年）5月 - 校舎校舎新築。
- 1886年（明治19年） - 福浦分校設置。
- 1892年（明治25年） - 長後・牛滝の2分校設置。
- 1893年（明治26年）4月26日 - 磯谷分校設置。
- 1901年（明治34年）10月1日 - 矢越分教場設置校舎（1912年（大正元年）廃校）。
- 1902年（明治35年）11月 - 校舎新築。
- 1904年（明治37年）4月1日 - 高等科併置し、佐井尋常高等小学校に改称。
- 1918年（大正7年）4月1日 - 原田分教場設置。
- 1922年（大正11年）11月3日 - 川目分教場設置。
- 1925年（大正14年）11月3日 - 校舎新築。
- 1927年（昭和2年）10月19日 - 2時頃、校舎全焼。
- 1932年（昭和7年） - 川目分教室が、佐井小学校川目分教場に改称。
- 1941年（昭和16年）4月1日 - 国民学校令により、佐井国民学校に改称。
- 1947年（昭和22年）4月1日 - 学校教育法（旧法）施行により、佐井村立佐井小学校に改称。同日から佐井中学校を併置し、高等科生を中学校に移籍。各分教場は、佐井小学校の分校に改称。
- 1950年（昭和25年）8月1日 - 佐井中学校分離。
- 1951年（昭和26年）12月 - 佐井中学校新校舎落成。
- 1954年（昭和29年）
  - 4月1日 - 原田・福浦・牛滝の各分校が昇格・独立。
  - 10月1日 - 長後分校が独立・昇格。
  - 10月x日 - 川目分教場が、川目分校に改称。
- 1987年（昭和62年）6月 - 校舎新築落成。
- 2006年（平成18年）4月1日 - 原田・磯谷・長後の各小学校を統合。
- 2019年（平成31年）4月1日 - 福浦小学校を統合[1]。

## 学区
- 牛滝小学校の通学区域（大字長後(字牛滝・字牛滝川目・字牛滝屋敷裏)）を除く村内全域

## 周辺
- 佐井郵便局
- 海峡ミュウジアム
- 国道338号
- 佐井村役場
- 大間消防署佐井消防分署
- 大佐井川
- 佐井漁港
- 津軽海峡

## アクセス
- 下北交通佐井線「佐井役場前」バス停から、徒歩約100m・約2分。
- 佐井村役場から、国道をはさんですぐ近く。
- シィライン佐井港から、約560m・徒歩で約9分、車で約2分。

## 参考資料
- 『佐井村史』（佐井村・1972年10月10日発行）701頁～710頁「年表」
- 『青森県教育史 別巻』（青森県教育委員会・1973年12月20日発行）841頁「学校沿革 小学校 佐井小学校」